# Juan A. Martín
Juan Alejandro Martín (1865-1963) fue un militar argentino que ejerció como ministro de Marina de su país durante la Presidencia de Manuel Quintana, entre 1904 y 1906.

## Biografía

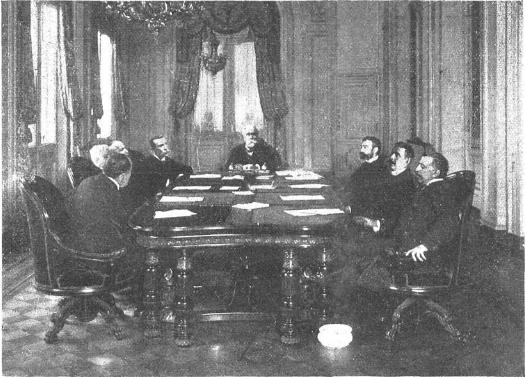
Primera reunión del gabinete del presidente Quintana el 17 de octubre de 1904.

Estudió en el Colegio Nacional de Buenos Aires, y luego egresó Escuela Naval Militar, de la que egresó en 1884 como alférez. Dos años más tarde formó parte de la comisión que estudió los límites fluviales con Brasil. Posteriormente también formó parte de la comisión de límites con Chile, recorriendo el canal Beagle y el estrecho de Magallanes.
Ejerció también cargos administrativos, y fue subsecretario de Marina en 1897. En 1904, el presidente Manuel Quintana lo nombró Ministro de Marina. Durante su mandato, la escalada bélica con Chile quedó definitivamente atrás, de modo que su responsabilidad fue meramente administrativa; de hecho, algunos buques que habían sido comprados para una eventual guerra fueron vendidos en este período.
Posteriormente fue delegado técnico a la Conferencia de Paz celebrada en La Haya, director de la Escuela Naval Militar, y en 1918 fue director general de Aprovisionamiento. En 1910 había sido nombrado contraalmirante. Entre sus mandos militares, se destacó la comandancia del buque escuela Fragata Sarmiento.
Durante la presidencia de Marcelo Torcuato de Alvear llegó al grado de almirante y poco después pasó a retiro. Falleció a los 97 años de edad.